# Levélmadárfélék
A levélmadárfélék (Chloropseidae) a madarak osztályának verébalakúak (Passeriformes) rendjébe tartozó család. Egy nem és nyolc faj tartozik a családba.

## Rendszerezés
A családhoz az alábbi nem és fajok tartoznak:
- Chloropsis (Jardine & Selby, 1827) – 11 faj
  - vastagcsőrű levélmadár (Chloropsis sonnerati)
  - kékbajszú levélmadár (Chloropsis cyanopogon)
  - kékhomlokú levélmadár (Chloropsis venusta)
  - kékszárnyú levélmadár (Chloropsis cochinchinensis)
  - Jerdon-levélmadár (Chloropsis jerdoni)
  - borneói levélmadár (Chloropsis kinabaluensis)
  - palawani levélmadár (Chloropsis palawanensis)
  - Fülöp-szigeteki levélmadár (Chloropsis flavipennis)
  - aranyoshomlokú levélmadár (Chloropsis aurifrons)
  - szumátrai levélmadár (Chloropsis media)
  - sárgahasú levélmadár (Chloropsis hardwickii)

|  |